# فردیناندو مینیوسی
فردیناندو مینیوسی (انگلیسی: Ferdinando Miniussi; ۱ سپتامبر ۱۹۴۰ – ۱۳ سپتامبر ۲۰۰۱) بازیکن فوتبال اهل ایتالیا بود.
از باشگاه‌هایی که در آن بازی کرده‌است می‌توان به باشگاه فوتبال اینتر میلان، باشگاه فوتبال اودینزه، باشگاه فوتبال باری، باشگاه فوتبال تریستیانا، باشگاه فوتبال آولینو، و باشگاه فوتبال وارزه اشاره کرد.